# بان، هلند
بان (به هلندی: Bunne) یک منطقهٔ مسکونی در هلند است که در تینارلو واقع شده‌است. بان ۲۰۳ نفر جمعیت دارد.